# Prochoreutis pseudostellaris
Prochoreutis pseudostellaris — вид лускокрилих комах родини хореутид (Choreutidae).

## Поширення
Вид поширений у Туреччині та Криму.

## Опис
Розмах крил 12-13 см.